# Máy photocopy (phim)
Máy photocopy (tên gốc tiếng Indonesia: Penyalin Cahaya, còn được biết đến với tên tiếng Anh: Photocopier) là bộ phim chính kịch tội phạm năm 2021 của Indonesia do Wregas Bhanuteja đồng biên kịch và đạo diễn, đồng thời cũng là tác phẩm điện ảnh đầu tay của anh.
Bộ phim có buổi chiếu ra mắt tại Liên hoan phim quốc tế Busan lần thứ 26 vào tháng 10 năm 2021, trong hạng mục tranh giải New Currents. Máy photocopy giành được tổng cộng mười hai giải Citra trong số mười bảy đề cử, trong đó có giải cho Phim hay nhất và Đạo diễn xuất sắc nhất. Đây là phim điện ảnh giành được nhiều giải Citra nhất trong lịch sử giải.

## Nội dung
Sau khi bức ảnh tự sướng lúc say rượu của mình trong một bữa tiệc đại học được đăng tải trên mạng, Sur mất học bổng vì vi phạm đạo đức. Tuy nhiên, Sur không có hồi ức về những sự kiện xảy ra vào đêm hôm đó. Sur tìm kiếm sự giúp đỡ từ người bạn thời thơ ấu Amin – đang làm việc và sống ở một tiệm photocopy trong khuôn viên trường – để tìm hiểu điều gì đã thực sự xảy ra vào đêm đó.

## Diễn viên
- Shenina Syawalita Cinnamon vai Suryani
- Chicco Kurniawan vai Amin
- Lutesha vai Farah
- Jerome Kurnia vai Tariq
- Dea Panendra vai Anggun
- Giulio Parengkuan vai Rama
- Lukman Sardi vai Bố Sur
- Ruth Marini vai Mẹ Sur
- Yayan Ruhian vai Bố Rama
- Landung Simatupang vai Burhan
- Rukman Rosadi vai Trưởng khoa của Sur
- Mian Tiara vai Siti

## Sản xuất
Quá trình sản xuất Máy photocopy diễn ra trong 20 ngày tại Jakarta trong thời điểm diễn ra đại dịch COVID-19 và tuân theo các phương pháp chống dịch của địa phương. Trong tác phẩm, Bhanuteja đã cố gắng mô tả hình ảnh một nạn nhân của các vụ quấy rối tình dục, đồng thời giúp nâng cao nhận thức về vấn đề này. Trước đó, Bhanuteja cùng nhóm của anh đã nghiên cứu về chủ đề này trong một năm, trong đó có việc gặp gỡ và trò chuyện với các nạn nhân của những vụ tấn công tình dục. Đội ngũ làm phim cũng tham gia thảo luận với một số nhà hoạt động chống quấy rối tình dục, trong đó có nữ diễn viên Hannah Al Rashid, người đã tham gia viết kịch bản cho bộ phim.

## Phát hành
Máy photocopy có buổi chiếu ra mắt tại Liên hoan phim quốc tế Busan lần thứ 26 vào tháng 10 năm 2021, trong hạng mục tranh giải New Currents. Netflix mua lại bản quyền phân phối bộ phim và phát hành tác phẩm trên nền tảng của công ty từ ngày 13 tháng 1 năm 2022.

## Giải thưởng
| Giải thưởng              | Ngày                 | Hạng mục                          | Đề cử                                  | Kết quả   | Nguồn |
| ------------------------ | -------------------- | --------------------------------- | -------------------------------------- | --------- | ----- |
| Liên hoan phim Indonesia | 10 tháng 11 năm 2021 | Phim hay nhất                     | Adi Ekatama và Ajish Dibyo             | Đoạt giải | [ 9 ] |
| Liên hoan phim Indonesia | 10 tháng 11 năm 2021 | Đạo diễn xuất sắc nhất            | Wregas Bhanuteja                       | Đoạt giải | [ 9 ] |
| Liên hoan phim Indonesia | 10 tháng 11 năm 2021 | Nam diễn viên chính xuất sắc nhất | Chicco Kurniawan                       | Đoạt giải | [ 9 ] |
| Liên hoan phim Indonesia | 10 tháng 11 năm 2021 | Nữ diễn viên chính xuất sắc nhất  | Shenina Syawalita Cinnamon             | Đề cử     | [ 9 ] |
| Liên hoan phim Indonesia | 10 tháng 11 năm 2021 | Nam diễn viên phụ xuất sắc nhất   | Jerome Kurnia                          | Đoạt giải | [ 9 ] |
| Liên hoan phim Indonesia | 10 tháng 11 năm 2021 | Nam diễn viên phụ xuất sắc nhất   | Giulio Parengkuan                      | Đề cử     | [ 9 ] |
| Liên hoan phim Indonesia | 10 tháng 11 năm 2021 | Nữ diễn viên phụ xuất sắc nhất    | Dea Panendra                           | Đề cử     | [ 9 ] |
| Liên hoan phim Indonesia | 10 tháng 11 năm 2021 | Kịch bản gốc xuất sắc nhất        | Wregas Bhanuteja và Henricus Pria      | Đoạt giải | [ 9 ] |
| Liên hoan phim Indonesia | 10 tháng 11 năm 2021 | Quay phim xuất sắc nhất           | Gunnar Nimpuno                         | Đoạt giải | [ 9 ] |
| Liên hoan phim Indonesia | 10 tháng 11 năm 2021 | Dựng phim xuất sắc nhất           | Ahmad Yuniardi                         | Đoạt giải | [ 9 ] |
| Liên hoan phim Indonesia | 10 tháng 11 năm 2021 | Hiệu ứng hình ảnh xuất sắc nhất   | Stefanus Binawan Utama                 | Đề cử     | [ 9 ] |
| Liên hoan phim Indonesia | 10 tháng 11 năm 2021 | Âm thanh xuất sắc nhất            | Sutrisno và Satrio Budiono             | Đoạt giải | [ 9 ] |
| Liên hoan phim Indonesia | 10 tháng 11 năm 2021 | Nhạc phim xuất sắc nhất           | Yennu Ariendra                         | Đoạt giải | [ 9 ] |
| Liên hoan phim Indonesia | 10 tháng 11 năm 2021 | Ca khúc trong phim xuất sắc nhất  | Mian Tiara ("Di Bawah Langit Raksasa") | Đoạt giải | [ 9 ] |
| Liên hoan phim Indonesia | 10 tháng 11 năm 2021 | Chỉ đạo nghệ thuật xuất sắc nhất  | Dita Gambiro                           | Đoạt giải | [ 9 ] |
| Liên hoan phim Indonesia | 10 tháng 11 năm 2021 | Thiết kế trang phục xuất sắc nhất | Fadillah Putri Yunidar                 | Đoạt giải | [ 9 ] |
| Liên hoan phim Indonesia | 10 tháng 11 năm 2021 | Hoá trang xuất sắc nhất           | Astrid Sambudiono                      | Đề cử     | [ 9 ] |